# Hardin (Illinois)
Hardin ist ein Village und Verwaltungssitz des Calhoun County im Westen des US-amerikanischen Bundesstaates Illinois am Illinois River. Das U.S. Census Bureau hat bei der Volkszählung 2020 eine Einwohnerzahl von 801 ermittelt.

## Geografie
Hardin liegt auf 39°09'30" nördlicher Breite und 90°37'06" westlicher Länge. Die Stadt erstreckt sich über eine Fläche von 5,9 km², die sich auf 5,4 km² Land- und 0,5 km² Wasserfläche verteilen.
Hardin liegt am Illinois River, der rund 35 km südlich von Hardin bei Grafton in den Mississippi River mündet. Weiter oberhalb erreicht man den Mississippi River, der die Grenze nach Missouri bildet, 9,7 km westlich von Hardin.
Von Hardin sind es in südsüdöstlicher Richtung 92,5 km nach St. Louis, über Illinois’ 145 km entfernte Hauptstadt Springfield sind es in nordöstlicher Richtung 466 km nach Chicago, Missouris größte Stadt Kansas City liegt 417 km im Westen.

## Demografische Daten
Bei der Volkszählung im Jahre 2000  wurde eine Einwohnerzahl von 959 ermittelt. Diese verteilten sich auf 391 Haushalte in 245 Familien. Die Bevölkerungsdichte lag bei 176,3/km². Es gab 445 Gebäude, was einer Bebauungsdichte von 81,8/km² entsprach.
Die Bevölkerung bestand im Jahre 2000 aus 99,37 % Weißen, 0,21 % Indianern, 0,21 % Asiaten und 0,10 % anderen. 0,10 % gaben an, von mindestens zwei dieser Gruppen abzustammen. 0,83 % der Bevölkerung bestand aus Hispanics, die verschiedenen der genannten Gruppen angehörten.
22,1 % waren unter 18 Jahren, 8,1 % zwischen 18 und 24, 26,2 % von 25 bis 44, 20,0 % von 45 bis 64 und 23,6 % 65 und älter. Das durchschnittliche Alter lag bei 40 Jahren. Auf 100 Frauen kamen statistisch 88,4 Männer, bei den über 18-Jährigen 85,4.
Das durchschnittliche Einkommen pro Haushalt betrug $30.972, das durchschnittliche Familieneinkommen $40.000. Das Einkommen der Männer lag durchschnittlich bei $29.167, das der Frauen bei $22.083. Das Pro-Kopf-Einkommen belief sich auf $17.461. Rund 7,9 % der Familien und 10,8 % der Gesamtbevölkerung lagen mit ihrem Einkommen unter der Armutsgrenze.